# José Antonio Vidal Sales
José Antonio Vidal Sales   (Reus, 29 d'agost de 1921 - Barcelona, desembre 2008) va ser un escriptor i guionista de còmics, també va treballar al llarg de trenta anys a l'Editorial Bruguera, on va fer de redactor escriptor i guionista, utilitzant en algunes ocasions, pseudònims com Cassarel, Alberto Cuevas, Pierre Deville o Howard Stanley entre d'altres.
El 1953 es va convertir en un dels primers tècnics editorials de l'Editorial Bruguera, al costat de Carlos Conti, José María Lladó, Víctor Mora i Harmonia Rodríguez, tots a les ordres de Rafael González. Allí va signar multitud de guions, sobretot per a la col·lecció Joyas Literarias Juveniles. Posteriorment va treballar als departaments d'Ediciones Generales i Bolsilibros.
Va adaptar les novel·les d'aventures recollides a la col·lecció de llibres Historias Selección d'Editorial Bruguera i posteriorment l'adaptació al còmic, de novel·les d'aventures clàssiques, a la col·lecció Joyas Literarias Juveniles, on s'hi editaren títols com; La cabana de l'oncle Tom, Miquel Strogoff o Robinson Crusoe.
A les sèries de còmic Pulgarcito, Trueno Colori Jabato Color va treballar-hi com a coordinador editorial. Va escriure novel·les de quiosc i d'algunes aventures de les sèries El Sheriff King, El Inspector Dan, El Jabato o El Capitán Trueno, en alguns almanacs i números especials. També va fer els guions per la sèrie Polvorilla y Castorín, amb dibuix de Torregrosa.
D'altres treballs va ser de corresponsal a París, redactor de la revista Garbo i d'una agència de publicitat. L'any 1976 va guanyar el Premio Nacional “Emilio Freixas” "a la millor tasca de creativitat o de renovació i perfeccionament de contingut de les publicacions infantils i juvenils desenvolupada durant l'any 1975" El 1976 també va ser l'any que va començar a escriure assajos històrics amb títols com Después del 39: La guerrilla antifranquista (1976), Biografía de Santiago Carrillo (1977), Los cachorros del fascismo (1978), Cuba, ¿paraíso con rejas? (1979), Los Borbones: Una dinastía trágica (1984), o Crónica íntima de las reinas de España (1993).

## Obra
Còmic
| Any  | Títol                                  | Dibuixant                 | tipus  | Publicació              |
| ---- | -------------------------------------- | ------------------------- | ------ | ----------------------- |
| 1954 | La nave del tiempo                     | Ambrós                    | Serie  | Suplemento de aventuras |
| 1960 | La historia de May Dunning             | Purita Campos             | Serie  | Blanca                  |
| 1962 | El sargento Furia                      | Juan Escandell            | Serial |                         |
| 1965 | Bonanza                                | Torregrosa, Félix Carrión | Serie  | Tele Color              |
| 1966 | Los viajes de Gulliver                 | Torregrosa                | Serie  | Tele Color              |
| 1966 | Las aventuras de Polvorilla y Castorín | Torregrosa                | Serie  | Tele Color              |

Assaig
| Any  | Títol                                         | Editorial       |
| ---- | --------------------------------------------- | --------------- |
| 1984 | Don Juan de Borbón                            | Editorial Mitre |
| 1985 | Los borbones: Una dinastía trágica            | Editorial ATE   |
| 1995 | Crónica íntima de las reinas de España        | Planeta         |
| 2006 | Maquis, la verdad histórica de la otra guerra | Espasa-Calpe    |